# La marxa Radetzky
La marxa Radetzky és una novel·la històrica de Joseph Roth que descriu les vides dels Trotta, una família al servei de l'emperador Francesc Josep I d'Àustria i que són conscients de manera creixent de la imminència de la fi del seu món i estil de vida, lligada a l'exèrcit i la tradició.

## Argument
Després que l'avi salvés la vida de l'emperador a la batalla de Solferino i ascendís a la noblesa, els Trotta esdevenen un símbol d'heroïcitat i servei imperial. El net i principal protagonista, però, està més interessat en el joc i en els amors i, malgrat poder tenir una carrera militar d'èxit, acaba autoexiliat a la frontera després d'un duel d'honor. Allà coneix personatges diversos que el fan convèncer de la manca de sentit de la seva vida i contrau diversos deutes que el seu pare, un funcionari rigorós i conservador, ha de sufragar, alterant els costums diaris i els seus principis. Amb l'esclat de la primera guerra mundial, el seu món es trasbalsa. El net mor de manera no heroica i el pare, definitivament decebut quan comprèn com l'estimava, va a palau per veure morir l'emperador, ja que sent que els destins dels Trotta estan lligats al monarca.

## Anàlisi
La novel·la descriu escenes costumistes amb intervencions del narrador com a contrapunt irònic o per explicitar els canvis que suposen respecte el present. Diversos elements simbòlics com el retrat de l'heroi fundador serveixen de fil conductor a l'evolució dels tres homes Trotta, especialment del nen, ja que gran part de l'obra es pot considerar una Bildungsroman on ell coneix el món i l'amor. Les cartes entre pares i fills, sempre sense sentiments, marquen el to de les seves relacions, o almenys de l'aparença, perquè es demostra que el dur pare sent una gran estimació pel seu fill fins al punt que sense ell la seva vida deixa de tenir sentit. El títol prové de la Marxa Radetzky on la música militar resumeix l'estil de vida desitjat pels protagonistes.